# Saša Britvić
Saša Britvić (Zagreb, 21. lipnja 1965. – Zagreb, 10. listopada 2015.) bio je hrvatski dirigent, glazbeni pedagog, jedan od utemeljitelja Hrvatskog baroknog ansambla i Hrvatskoga komornoga orkestra te Cantus Ansambla pri Hrvatskom društvu skladatelja. Bio je i organizator raznih glazbenih priredba i festivala u Hrvatskoj. Sin je poznatog pjesnika, novinara i tekstopisca Drage Britvića.

## Životopis
Po završenom studiju dirigiranja na zagrebačkoj Muzičkoj akademiji u klasi prof. Igora Gjadrova, godine 1987. preuzima umjetničko vodstvo Akademskog zbora »Ivan Goran Kovačić« koji je vodio i njime ravnao punih četrnaest godina. Školovanje je nastavio kod maestra Pierrea Dervauxa u Francuskoj, a u sezoni 1989./90. radio je s orkestrom Moskovske državne filharmonije kao stipendist Koncertne direkcije Zagreb. Svoje je dirigentsko umijeće dokazao kao nadahnuti tumač vokalne i instrumentalne glazbe u širokom rasponu od baroka do suvremenih djela. Tijekom uspješne umjetničke karijere ravnao je mnogim orkestrima i ansamblima u Hrvatskoj i inozemstvu, primjerice Zagrebačkom filharmonijom, zborom i orkestrom Opere HNK u Zagrebu,
Simfonijskim orkestrom i zborom Hrvatske radiotelevizije, Varaždinskim komornim orkestrom, Simfonijskim puhačkim orkestrom OSRH, Dubrovačkim simfonijskim orkestrom, Hrvatskim komornim orkestrom, Splitskim komornim orkestrom, orkestrom Opere HNK Ivana pl. Zajca u Rijeci, Slovenskom filharmonijom, Sarajevskom filharmonijom, Državnim simfonijskim orkestrom i Akademskim državnim zborom » Mihail Ivanovič Glinka« iz Sankt-Peterburga, Simfonijskim orkestrom Emilia Romagna iz Parme, ansamblom Icarus, Orkestarom mladih Europe, Orkestrom zaklade »Yehudi Menuhin«, Orkestrom Alpe-Adria itd.
Saša Britvić bio je jednako uspješan i kao operni dirigent, pa stoga značajno poglavlje njegove umjetničke karijere čini i suradnja s mnogim najznačajnijim opernim pjevačima današnjice, primjerice Joséom Carrerasom, Pierom Capucillijem, Grace Bumbry,  Ružom Pospiš Baldani, Dunjom Vejzović, Elenom Obrazcovom, Katjom Ricciarelli i mnogim drugima. Bio je dugogodišnji stalni vanjski suradnik Opere Hrvatskoga narodnoga kazališta u Zagrebu.
Od 1994. bio je angažiran kao predavač, a od 1996. kao docent na Muzičkoj akademiji u Zagrebu.
Godine 1999. zajedno s Mariom Penzarom osnovao je Hrvatski barokni ansambl, čijim je ravnateljem bio do smrti. Pored uspješne dirigentske karijere, istodobno je djelovao u raznim glazbenim zakladama i organizacijama: od 2000. bio je član Upravnog odbora Fonda »Lovro i Lilly Matačić« (od 2000.), od 2002. ravnatelj Međunarodnog kulturnog centra glazbene mladeži u Grožnjanu te od 2003. do 2006. i ravnatelj Koncertne direkcije Zagreb. Od 2005. bio je redoviti član družbe »Braća hrvatskoga zmaja«. Godine 2012. utemeljio je Korčulanski barokni festival, čijim je umjetničkim ravnateljem bio do smrti. Tragično je preminuo u Zagrebu 10. listopada 2015. u 51. godini života.

## Nagrade i priznanja
- 1987. – Rektorova nagrada Sveučilišta u Zagrebu
- nagrada Hrvatskoga glazbenoga zavoda
- 1. nagrada na Međunarodnom natjecanju dirigenata u Saumuru (Francuska)
- Red Danice hrvatske s likom Marka Marulića za osobite zasluge u kulturi

## Vanjske poveznice
- Hrvatski barokni ansambl / Voditelji: Saša Britvić  Arhivirana inačica izvorne stranice od 4. ožujka 2016. (Wayback Machine)
- Concerto in Cro.com – Saša Britvić
- Matica.hr / Vijenac 236 – Zlatko Vidačković: »Koncertna direkcija kao servis u službi kulture«  Arhivirana inačica izvorne stranice od 22. lipnja 2017. (Wayback Machine) (intervju)
- Discogs.com – Saša Britvić (diskografija)